# Bémécourt
Bémécourt är en kommun i departementet Eure i regionen Normandie i norra Frankrike. Kommunen ligger i kantonen Breteuil som tillhör arrondissementet Évreux. År 2022 hade Bémécourt 557 invånare.

## Befolkningsutveckling
Antalet invånare i kommunen Bémécourt
Referens:INSEE